# Hemonia ciliata
Hemonia ciliata là một loài bướm đêm thuộc phân họ Arctiinae, họ Erebidae.